# Anodonthyla pollicaris
Espèce
Synonymes
- Mantella pollicaris Boettger, 1913

Statut de conservation UICN

 DD  : Données insuffisantes
Anodonthyla pollicaris est une espèce d'amphibiens de la famille des Microhylidae.

## Répartition
Cette espèce est endémique de l'Est de Madagascar. Elle se rencontre entre Toamasina et Tanaramé, et notamment dans le parc national d'Andasibe-Mantadia,.

## Description
Anodonthyla pollicaris mesure environ 20 mm.

## Taxinomie
Ce taxon a été retiré de sa synonymie avec Anodonthyla boulengerii par Vences, Glaw, Köhler et Wollenberg en 2010 et retrouve son rang d'espèce à part entière.

## Publication originale
- Boettger, 1913 : Reptilien und Amphibien von Madagascar, den Inseln und dem Festland Ostafrikas. in Voeltzkow, Reise in Ost-Afrika in den Jahren 1903-1905 mit Mitteln der Hermann und Elise geb. Heckmann-Wentzel-Stiftung. Wissenschaftliche Ergebnisse. Systematischen Arbeiten. vol. 3, no 4, p. 269-376 (texte intégral).